# Saint Michel Archange combattant le démon et l'Assomption
Saint Michel Archange combattant le démon et l'Assomption est une peinture à l'huile sur bois (243 × 166 cm) des peintres de l'École de Ferrare Dosso Dossi et Battista Dossi, datant de 1533-1534 environ et conservée à la Galerie nationale de Parme.

## Histoire
L'œuvre a été commissionnée par duc Alphonse Ier d'Este pour célébrer le renouvellement de la domination sur Reggio d'Émilie et Modène. La Maison d'Este en avait perdu le contrôle en 1510 au profit du pape Jules II et, une fois retrouvé la suprématie en ces lieux, elle entendait célébrer l'événement en plaçant deux œuvres votives dans la cathédrale des deux villes. Dosso Dossi et son frère Battista Dossi ont donc exécuté cette œuvre pour Reggio, tandis que celle destinée à Modène est une Nativité qui est toujours conservée à la Galleria Estense. Dans les deux peintures, il est possible de trouver des références à l'histoire ou des portraits probables de la famille Este.

## Description
L'œuvre se compose de deux parties superposées : dans la partie supérieure on trouve la Vierge de l'Assomption au ciel, entourée d'anges, tandis qu'au premier plan on reconnait saint Michel Archange avec l'attribut habituel de la balance pour la pesée des âmes liées à sa ceinture, tandis qu'il combat le diable. En arrière-plan, figurent des paysages de montagne, un village à tourelles et une représentation d'apôtres entourant le tombeau vide de Marie, dans lequel des roses sont miraculeusement apparues.